# Футурама: Звір з мільярдом спин
Футурама: Звір з мільярдом спин (англ. Futurama: The Beast with a Billion Backs) — другий з чотирьох повнометражний анімаційний фільм, знятий на основі телевізійного серіалу «Футурама».
«The Beast with a Billion Backs» та три інші DVD-фільми перетворено на п'ятий сезон серіалу, який вийшов в ефір на каналі «Comedy Central» у 2008 році (кожен фільм розбито на 4 серії ефірного сезону). В Україні був уперше показанний на QTV 18 квітня 2011 року.

## Сюжет
Після того як Коллін, дівчина Фрая, покидає його, Фрай вирушає у космічну подорож разом із Заппом Бренніганом. Після того, як корабель викинув відходи, з ними вийшов Фрай. У іншому Всесвіті Фрай зустрічає Йіво — гігантське чудовисько з мільйоном щупалець.

## У головних ролях
- Біллі Вест — Філіп Джей Фрай, Х'юберт Фарнсворт, Джон Зойдберґ, Запп Бренніґан, Річард Ніксон, інші голоси
- Кеті Сагал — Туранґа Ліла
- Джон ДіМаджіо — Бендер, інші голоси
- Тресс МакНілл — інші голоси
- Моріс ЛаМарш — Кіф Кумкало, Калькулон, інші голоси
- Філ ЛаМарр — Гермес Конрад, інші голоси
- Лорен Том — Емі Вонг, інші голоси
- Девід Герман — доктор Вернстром, інші голоси
- Ден Кастелланета — Робот-диявол
- Девід Кросс — Йіво
- Стівен Хокінг — голова Стівена Хокінга
- Бріттані Мерфі — Коллін О'Холлалан

## Цікаві факти

### Сцена відкриття
Як завжди, мультфільм починається з жартівливого напису з описом сюжету. Цього разу у ній написано «Гідний результат каторжної праці», однак сюжет самої заставки був дещо інший. Замість того, щоб пробити щит, судно Planet Express проходить крізь нього і перетворюється на чорно-білу двовимірну картинку. Сюжет ролика є пародією на третій мультфільм з участю Міккі Мауса — «Пароплав Віллі».

### Запрошені зірки
Для озвучення мультфільму було запрошено багато відомих людей. Дівчину Фрая Коллін озвучила відома акторка Бріттані Мерфі, Йіво озвучив актор і письменник Девід Кросс, професор Стівен Хокінг озвучив свою власну голову, а робота-диявола озвучив Ден Кастелланета, відомий як голос Гомера Сімпсона.